# 维管组织

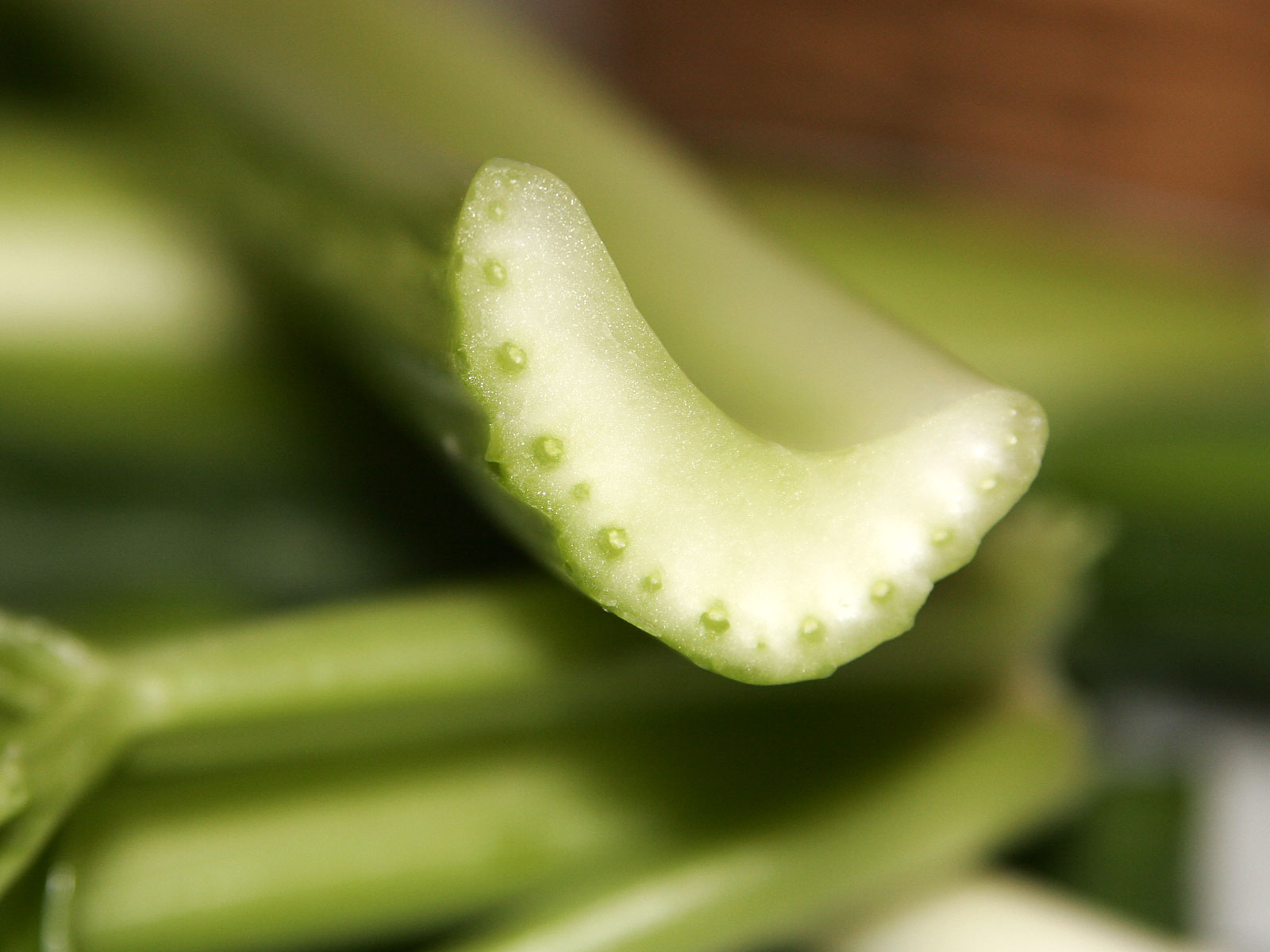
旱芹的剖面，其中有維管束，包括有木质部及韧皮部

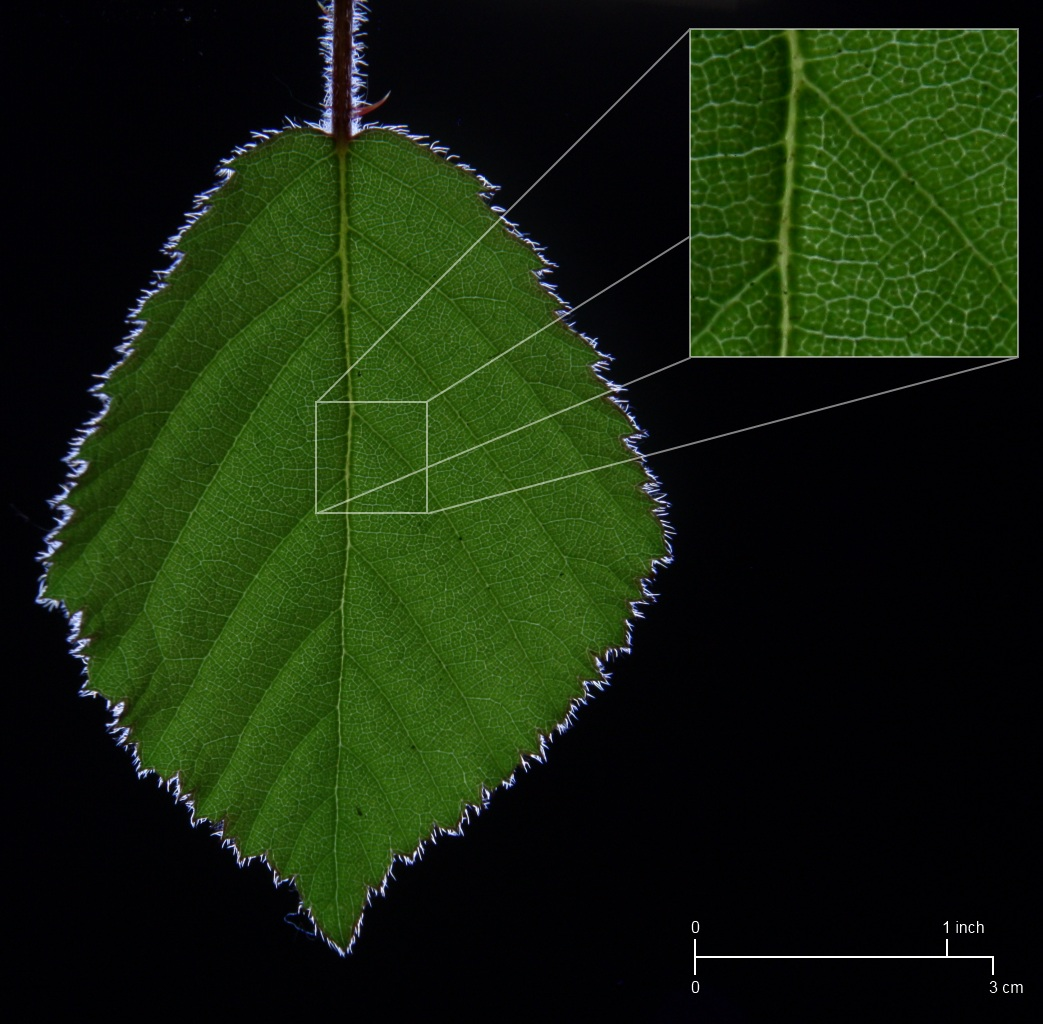
葉子的維管系統細節

维管组织（Vascular tissue）是在维管植物中複雜的傳導组织，由一種以上的細胞所構成。维管组织的主要組成是木质部及韧皮部，這兩種組織會在植物內部運送流體及養份。也有兩種和维管组织有關的分生组织：維管形成層及木栓形成層。特定植物的所有维管组织會組合成該植物的维管组织系統。
维管组织中的細胞多半是細長形的。因為木质部及韧皮部的機能是傳導水份、礦物質及營養，因此其外形類似管路的形狀。如同管路一様，韌皮部的個別細胞的兩側直接連接其他的細胞。隨著植物的生長，新的维管组织會在植物的生長尖端分化，新的組織會和原有的組織對正，使维管组织可以繼續連通，以運輸水份及養份。
植物中的维管组织會佈置在數個長而離散的線上，稱為維管束。維管束包括木质部及韧皮部，也包括支持細胞以及保護細胞。在茎和根上，木質部會靠近根茎的內層，韧皮部會靠近根茎的外層。但在一些Asterales dicot的茎上，韧皮部反而在較內層。
在木质部及韧皮部之間的是分生组织，稱為维管生成層（vascular cambium）。此組織會產生細胞，會變成新的木质部及韧皮部。這種成長會使植物的莖變粗，而不是讓植物長高。若管生成層繼續產生新的細胞，植物也會越來越結實。在树或是其他可以產生木材的植物中，维管生成層會使维管组织膨脹，也會讓木質部份成長。因為這種成長會使莖的表皮破裂，因此木本植物也會有木栓形成層。木栓形成層會形成厚的軟木細胞來保護植物表面，避免水份散失。木質及軟木的產生都屬於二次生長。
在葉子上，維管束位在海綿狀的葉肉中，木質部朝向葉子的近軸表面（一般會是上面），韌皮部朝向葉子的遠軸表面（下面），因此蚜虫一般會在葉子的下方而不是上方，因為韌皮部運送運輸由植物製造的糖。

## 外部連結
- Intro to Plant Structure （页面存档备份，存于） Contains diagrams of the plant tissues, listed as an outline.